# Premier Manufacturing Support Services Polska
Premier Manufacturing Support Services Polska Sp. z o.o. – przedsiębiorstwo będące dostawcą usług technicznych wspomagających produkcję zakładów przemysłowych.
Premier Manufacturing Support Services, Inc. powstał w Cincinnati w USA.
Premier Manufacturing Support Services Poland Sp. z o.o. została założona w Gliwicach, w 1997 roku. Od początku świadczy usługi dla nowo powstałej fabryki Opla. W roku 2000 rozpoczęła współpracę z Volkswagenem w Poznaniu.
Obecnie firma zatrudnia prawie 600 osób w wielu różnych lokalizacjach w Polsce.
Od 2005 r. firma Premier jest częścią korporacji Voith AG, gdzie funkcjonuje w ramach grupy Voith Industrial Services.
Firma Premier jest wiodącym dostawcą usług technicznych, np. zarządzanie obiektami, wspomaganie procesów produkcyjnych, utrzymanie ruchu, usługi w zakresie automatyki przemysłowej i elektroniki, czyszczenie techniczne, logistyka, magazynowanie realizowanych zarówno dla zakładów przemysłowych,
jak i obiektów handlowych i rekreacyjnych.

## Obszary działalności
- utrzymanie ruchu
- facility
- logistyka
- czyszczenie techniczne
- pomiary elektryczne
- serwis urządzeń przemysłowych
- przygotowanie urządzeń do przeglądów UDT
- automatyka przemysłowa
- pomiary i analiza wibracji
- diagnostyka
- badania termograficzne
- zarządzanie mediami na obiektach
- serwis wózków jezdnych
- zarządzanie magazynem
- relokacja stanowisk produkcyjnych

## Główni odbiorcy (rynek pierwotny)
- General Motors
- Grupa Volkswagen (Volkswagen)
- MAN